# 酥醪绣球
酥醪绣球（学名：Hydrangea coenobialis）为绣球花科绣球属下的一个种。

## 扩展阅读
- 維基物種上的相關：酥醪绣球